# Super League 2017 (Cina)
La Chinese Super League 2017, nota come Ping An Chinese Super League 2017 per ragioni di sponsorizzazione, è stata la 58ª edizione del massimo livello del campionato cinese di calcio. Il campionato è iniziato nel marzo 2017 per concludersi nel mese di novembre dello stesso anno. Il Guangzhou Evergrande ha conquistato il titolo nazionale per il settimo anno consecutivo.

## Stagione

### Novità
Al termine della Chinese Super League 2016 lo Shijiazhuang E.B. e l'Hangzhou Greentown sono stati retrocessi in China League One. Al loro posto sono stati promossi il Tianjin Quanjian, vincitore della China League One 2016 e il Guizhou Zhicheng, secondo classificato.
Quest'anno per intervento del governo cinese non possono essere schierati più di tre stranieri a partita e dei 25 calciatori in rosa ce ne devono essere quattro di età inferiore ad anni ventitré (23), dei quali uno va schierato obbligatoriamente in campo.
Il Beijing Guoan F.C. ha cambiato denominazione in Beijing Sinobo Guoan Football Club nel gennaio 2017, mentre il Chongqing Lifan F.C. ha cambiato denominazione in Chongqing Dangdai Lifan Football Club nel gennaio 2017.

### Formula
Le 16 squadre si affrontano due volte in un girone di andata e ritorno per un totale di 30 partite.

La prima classificata vince il campionato ed è ammessa alla fase a gironi della AFC Champions League 2018.

La seconda classificata accede al terzo turno preliminare della AFC Champions League 2018.

La terza classificata accede al secondo turno preliminare della AFC Champions League 2018.

Le ultime due classificate (15º e 16º posto) retrocedono in China League One 2018.

## Squadre partecipanti
| Club                        | Città       | Stadio                                  | Stagione precedente               |
| --------------------------- | ----------- | --------------------------------------- | --------------------------------- |
| Beijing Guoan               | Pechino     | Stadio dei Lavoratori di Pechino        | 5º posto in Chinese Super League  |
| Changchun Yatai             | Changchun   | Development Area Stadium                | 12º posto in Chinese Super League |
| Chongqing Lifan             | Chongqing   | Chongqing Olympic Sports Center         | 8º posto in Chinese Super League  |
| Guangzhou Evergrande Taobao | Canton      | Stadio di Tianhe                        | Campione di Cina                  |
| Guangzhou R&F               | Canton      | Yuexiushan Stadium                      | 6º posto in Chinese Super League  |
| Guizhou Zhicheng            | Guiyang     | Guiyang Olympic Sports Center           | 2º posto in China League One      |
| Hebei CFFC                  | Qinhuangdao | Yutong International Sports Center      | 7º posto in Chinese Super League  |
| Henan Jianye                | Zhengzhou   | Zhengzhou Hanghai Stadium               | 13º posto in Chinese Super League |
| Jiangsu Guoxin-Sainty       | Nanchino    | Centro sportivo olimpico di Nanchino    | 2º posto in Chinese Super League  |
| Liaoning                    | Shenyang    | Panjin Stadium                          | 10º posto in Chinese Super League |
| Shandong Luneng Taishan     | Jinan       | Luneng Big Stadium                      | 14º posto in Chinese Super League |
| Shanghai Shenhua            | Shanghai    | Stadio di Hongkou                       | 4º posto in Chinese Super League  |
| Shanghai SIPG               | Shanghai    | Stadio di Shanghai                      | 3º posto in Chinese Super League  |
| Tianjin Quanjian            | Tientsin    | Tianjin Tuanbo Football Stadium         | 1º posto in China League One      |
| Tianjin Teda                | Tientsin    | Stadio del Centro olimpico di Tientsin  | 11º posto in Chinese Super League |
| Yanbian Fude                | Yanji       | Yanji Nationwide Fitness Centre Stadium | 9º posto in Chinese Super League  |

## Allenatori
| Club                        | Allenatore                                                                                       |
| --------------------------- | ------------------------------------------------------------------------------------------------ |
| Beijing Guoan               | José Manuel González López fino al 01.06.17 subentrato Roger Schmidt                             |
| Changchun Yatai             | Lee Jang-Soo fino al 4.05.17 subentrato Chen Jingang                                             |
| Chongqing Lifan             | Chang Woe-Ryong                                                                                  |
| Guangzhou Evergrande Taobao | Luiz Felipe Scolari                                                                              |
| Guangzhou R&F               | Dragan Stojković                                                                                 |
| Tianjin Quanjian            | Fabio Cannavaro                                                                                  |
| Hebei CFFC                  | Manuel Pellegrini                                                                                |
| Henan Jianye                | Jia Xiuquan fino al 03.06.17 subentrato Jasen Petrov                                             |
| Jiangsu Guoxin-Sainty       | Choi Yong-soo fino al 01.06.17 subentrato Li Jinyu fino al 09.06.17 subentrato Fabio Capello     |
| Liaoning Whowin             | Ma Lin fino al 01.08.2017 subentrato René Lobello                                                |
| Shandong Luneng Taishan     | Felix Magath                                                                                     |
| Shanghai Shenhua            | Gustavo Poyet fino al 10.09.2017 subentrato Wu Jingui                                            |
| Shanghai SIPG               | André Villas-Boas                                                                                |
| Guizhou Hengfeng Zhicheng   | Li Bing fino al 08.05.17 subentrato Gregorio Manzano                                             |
| Tianjin Teda                | Jaime Pacheco fino al 30.05.17 subentrato Lee Lim-saeng fino al 07.09.17 subentrato Uli Stielike |
| Yanbian Fude                | Park Tae-ha                                                                                      |

## Classifica
|                 | Pos. | Squadra          | Pt | G  | V  | N  | P  | GF | GS | DR  |
| --------------- | ---- | ---------------- | -- | -- | -- | -- | -- | -- | -- | --- |
| Cina (bandiera) | 1.   | Guangzhou E.     | 64 | 30 | 20 | 4  | 6  | 69 | 42 | +27 |
|                 | 2.   | Shanghai Haigang | 58 | 30 | 17 | 7  | 6  | 72 | 39 | +33 |
|                 | 3.   | Tianjin Quanjian | 54 | 30 | 15 | 9  | 6  | 46 | 33 | +13 |
|                 | 4.   | Hebei CFFC       | 52 | 30 | 15 | 7  | 8  | 55 | 38 | +17 |
|                 | 5.   | Guangzhou R&F    | 52 | 30 | 15 | 7  | 8  | 59 | 46 | +13 |
|                 | 6.   | Shandong Taishan | 49 | 30 | 13 | 10 | 7  | 49 | 33 | +16 |
|                 | 7.   | Changchun Yatai  | 44 | 30 | 12 | 8  | 10 | 46 | 41 | +5  |
|                 | 8.   | Guizhou Zhicheng | 42 | 30 | 12 | 6  | 12 | 39 | 45 | -6  |
|                 | 9.   | Beijing Guoan    | 40 | 30 | 11 | 7  | 12 | 42 | 42 | 0   |
|                 | 10.  | Chongqing Lifan  | 36 | 30 | 9  | 9  | 12 | 37 | 40 | -3  |
| [ 3 ]           | 11.  | Shanghai Shenhua | 35 | 30 | 9  | 8  | 13 | 52 | 55 | -3  |
|                 | 12.  | Jiangsu Suning   | 32 | 30 | 7  | 11 | 12 | 40 | 45 | -5  |
|                 | 13.  | Tianjin Teda     | 31 | 30 | 8  | 7  | 15 | 30 | 49 | -19 |
|                 | 14.  | Henan Jianye     | 30 | 30 | 7  | 9  | 14 | 34 | 46 | -12 |
|                 | 15.  | Yanbian Fude     | 22 | 30 | 5  | 7  | 18 | 32 | 64 | -32 |
|                 | 16.  | Liaoning         | 18 | 30 | 4  | 6  | 20 | 30 | 74 | -44 |

Legenda:
      Campione di Cina e ammessa alla fase a gironi di AFC Champions League 2018

      Ammessa alla fase a gironi di AFC Champions League 2018

      Ammesse al terzo turno preliminare di AFC Champions League 2018

      Retrocesse in China League One 2018
Tre punti a vittoria, uno a pareggio, zero a sconfitta.
La classifica viene stilata secondo i seguenti criteri:
- Punti conquistati
- Punti negli scontri diretti
- Differenza reti negli scontri diretti
- Reti realizzate negli scontri diretti
- Differenza reti generale
- Reti totali realizzate
- Classifica fair-play
- Sorteggio

## Calendario e Risultati
Ultimo aggiornamento: 15 aprile 2017.
| andata (1ª) | andata (1ª) | 1ª giornata                               | ritorno (16ª) | ritorno (16ª) |
|             |             |                                           |               |               |
| 5 mar.      | 0-0         | Chongqing Lifan-Yanbian Fude              |               | 8 lug.        |
| 5 mar.      | 2-1         | Guangzhou Evergrande-Beijing Guo'an       |               | 8 lug.        |
| 4 mar.      | 2-0         | Guangzhou R&F-Tianjin Quanjian            |               | 8 lug.        |
| 3 mar.      | 1-1         | Guizhou Hengfeng Zhicheng-Liaoning Whowin |               | 8 lug.        |
| 5 mar.      | 0-0         | Henan Jianye-Hebei China Fortune          |               | 8 lug.        |
| 4 mar.      | 2-0         | Shandong Luneng-Tianjin Teda              |               | 8 lug.        |
| 5 mar.      | 4-0         | Shanghai Shenhua-Jiangsu Suning           |               | 8 lug.        |
| 4 mar.      | 5-1         | Shanghai SIPG-Changchun Yatai             |               | 8 lug.        |

| andata (2ª) | andata (2ª) | 2ª giornata                              | ritorno (17ª) | ritorno (17ª) |
|             |             |                                          |               |               |
| 10 mar.     | 0-0         | Jiangsu Suning-Tianjin Teda              |               | 15 lug.       |
| 10 mar.     | 2-0         | Shangai SIPG-Yanbian Fude                |               | 15 lug.       |
| 11 mar.     | 1-1         | Guizhou Hengfeng Zhicheng-Beijing Guo'an |               | 15 lug.       |
| 11 mar.     | 1-1         | Chongqing Lifan-Hebei China Fortune      |               | 15 lug.       |
| 11 mar.     | 1-1         | Shanghai Shenhua-Tianjin Quanjian        |               | 15 lug.       |
| 10 mar.     | 2-1         | Shandong Luneng-Guangzhou Evergrande     |               | 15 lug.       |
| 12 mar.     | 1-0         | Guangzhou R&F-Changchun Yatai            |               | 15 lug.       |
| 12 mar.     | 1-1         | Henan Jianye-Liaoning Whowin             |               | 15 lug.       |

| andata (3ª) | andata (3ª) | 3ª giornata                                   | ritorno (18ª) | ritorno (18ª) |
|             |             |                                               |               |               |
| 1 apr.      | 0-1         | Yanbian Fude-Guangzhou R&F                    |               | 22 lug.       |
| 1 apr.      | 1-0         | Tianjin Quanjian-Henan Jianye                 |               | 22 lug.       |
| 1 apr.      | 3-2         | Guangzhou Evergrande-Shangai SIPG             |               | 22 lug.       |
| 1 apr.      | 1-0         | Hebei China Fortune-Guizhou Hengfeng Zhicheng |               | 22 lug.       |
| 2 apr.      | 0-2         | Changchun Yatai-Shandong Luneng               |               | 22 lug.       |
| 2 apr.      | 3-1         | Liaoning Whowin-Jiangsu Suning                |               | 22 lug.       |
| 2 apr.      | 2-1         | Beijing Guo'an-Shanghai Shenua                |               | 22 lug.       |
| 2 apr.      | 2-0         | Tianjin Teda-Chongqing Lifan                  |               | 22 lug.       |

| andata (4ª) | andata (4ª) | 4ª giornata                            | ritorno (19ª) | ritorno (19ª) |
|             |             |                                        |               |               |
| 7 apr.      | 1-2         | Jiangsu Suning-Chongqing Lifan         |               | 28 lug.       |
| 7 apr.      | 2-1         | Shanghai SIPG-Shandong Luneng          |               | 28 lug.       |
| 7 apr.      | 1-0         | Beijing Guo'an-Henan Jianye            |               | 28 lug.       |
| 8 apr.      | 0-0         | Guizhou Hengfeng Zhicheng-Tianjin Teda |               | 28 lug.       |
| 8 apr.      | 2-2         | Guangzhou Evergrande-Guangzhou R&F     |               | 28 lug.       |
| 8 apr.      | 4-2         | Hebei China Fortune-Shanghai Shenhua   |               | 28 lug.       |
| 9 apr.      | 1-1         | Changchun Yatai-Liaoning Whowin        |               | 28 lug.       |
| 9 apr.      | 1-0         | Tianjin Quanjian-Yanbian Fude          |               | 28 lug.       |

## Statistiche

### Squadre

#### Capoliste solitarie
|    | —— | —— | ——            | ——            | ——            | —— | ——                   | ——                   | ——                   | ——                   | ——                   | ——                   | ——                   | ——                   | ——                   | ——                   | ——                   | ——                   | ——                   | ——                   | ——                   | ——                   | ——                   | ——                   | ——                   | ——                   | ——                   | ——                   | ——                   | —— |  |
|    |    |    | Guangzhou R&F | Guangzhou R&F | Guangzhou R&F |    | Guangzhou Evergrande | Guangzhou Evergrande | Guangzhou Evergrande | Guangzhou Evergrande | Guangzhou Evergrande | Guangzhou Evergrande | Guangzhou Evergrande | Guangzhou Evergrande | Guangzhou Evergrande | Guangzhou Evergrande | Guangzhou Evergrande | Guangzhou Evergrande | Guangzhou Evergrande | Guangzhou Evergrande | Guangzhou Evergrande | Guangzhou Evergrande | Guangzhou Evergrande | Guangzhou Evergrande | Guangzhou Evergrande | Guangzhou Evergrande | Guangzhou Evergrande | Guangzhou Evergrande | Guangzhou Evergrande |    |  |
|    |    |    |               |               |               |    |                      |                      |                      |                      |                      |                      |                      |                      |                      |                      |                      |                      |                      |                      |                      |                      |                      |                      |                      |                      |                      |                      |                      |    |  |
|    |    |    |               |               |               |    |                      |                      |                      |                      |                      |                      |                      |                      |                      |                      |                      |                      |                      |                      |                      |                      |                      |                      |                      |                      |                      |                      |                      |    |  |
| 1ª | 2ª | 3ª | 4ª            | 5ª            | 6ª            | 7ª | 8ª                   | 9ª                   | 10ª                  | 11ª                  | 12ª                  | 13ª                  | 14ª                  | 15ª                  | 16ª                  | 17ª                  | 18ª                  | 19ª                  | 20ª                  | 21ª                  | 22ª                  | 23ª                  | 24ª                  | 25ª                  | 26ª                  | 27ª                  | 28ª                  | 29ª                  | 30ª                  |    |  |

#### Classifica in divenire
|                      | 1ª | 2ª | 3ª | 4ª | 5ª | 6ª | 7ª | 8ª | 9ª | 10ª | 11ª | 12ª | 13ª | 14ª | 15ª | 16ª | 17ª | 18ª | 19ª | 20ª | 21ª | 22ª | 23ª | 24ª | 25ª | 26ª | 27ª | 28ª | 29ª | 30ª |
| -------------------- | -- | -- | -- | -- | -- | -- | -- | -- | -- | --- | --- | --- | --- | --- | --- | --- | --- | --- | --- | --- | --- | --- | --- | --- | --- | --- | --- | --- | --- | --- |
| Beijing Guoan        | 0  | 1  | 4  | 7  | 7  | 8  | 11 | 11 | 14 | 15  | 15  | 15  | 18  | 19  | 19  | 22  | 25  | 28  | 31  | 32  | 33  | 36  | 36  | 37  | 37  | 37  | 40  | 40  | 40  | 40  |
| Changchun Yatai      | 0  | 0  | 0  | 1  | 1  | 4  | 4  | 7  | 7  | 8   | 8   | 9   | 12  | 13  | 16  | 19  | 22  | 22  | 22  | 23  | 26  | 27  | 28  | 28  | 31  | 32  | 35  | 38  | 41  | 44  |
| Chongqing Lifan      | 1  | 2  | 2  | 5  | 8  | 9  | 10 | 10 | 10 | 10  | 10  | 13  | 14  | 15  | 18  | 21  | 24  | 27  | 27  | 27  | 30  | 30  | 31  | 34  | 34  | 35  | 35  | 36  | 36  | 36  |
| Guangzhou Evergrande | 3  | 3  | 6  | 7  | 10 | 13 | 16 | 19 | 22 | 25  | 28  | 31  | 34  | 37  | 37  | 37  | 40  | 41  | 41  | 44  | 47  | 50  | 53  | 56  | 57  | 58  | 61  | 64  | 64  | 64  |
| Guangzhou R&F        | 3  | 6  | 9  | 10 | 13 | 16 | 16 | 16 | 17 | 18  | 19  | 20  | 21  | 24  | 24  | 24  | 24  | 27  | 30  | 33  | 36  | 36  | 37  | 37  | 40  | 40  | 43  | 46  | 49  | 52  |
| Guizhou Zhicheng     | 1  | 2  | 2  | 3  | 3  | 3  | 6  | 6  | 9  | 12  | 13  | 14  | 14  | 15  | 15  | 18  | 18  | 21  | 21  | 24  | 27  | 30  | 33  | 33  | 36  | 39  | 39  | 39  | 42  | 42  |
| Hebei CFFC           | 1  | 2  | 5  | 8  | 9  | 9  | 12 | 15 | 16 | 19  | 22  | 25  | 28  | 28  | 29  | 29  | 29  | 29  | 29  | 32  | 33  | 36  | 39  | 42  | 45  | 46  | 49  | 49  | 52  | 52  |
| Henan Jianye         | 1  | 2  | 2  | 2  | 3  | 3  | 3  | 6  | 7  | 7   | 7   | 8   | 11  | 11  | 12  | 15  | 18  | 19  | 19  | 20  | 20  | 20  | 21  | 24  | 24  | 27  | 27  | 30  | 30  | 30  |
| Jiangsu Suning       | 0  | 1  | 1  | 1  | 2  | 2  | 3  | 4  | 7  | 7   | 8   | 8   | 8   | 9   | 9   | 10  | 11  | 14  | 17  | 18  | 18  | 21  | 24  | 25  | 26  | 26  | 26  | 26  | 29  | 32  |
| Liaoning             | 1  | 2  | 5  | 6  | 6  | 6  | 6  | 7  | 10 | 10  | 13  | 13  | 13  | 13  | 13  | 13  | 13  | 13  | 16  | 16  | 16  | 16  | 17  | 17  | 17  | 17  | 18  | 18  | 18  | 18  |
| Shandong Luneng      | 3  | 6  | 9  | 9  | 12 | 13 | 14 | 17 | 17 | 18  | 21  | 21  | 24  | 25  | 26  | 29  | 29  | 32  | 35  | 36  | 36  | 39  | 40  | 41  | 42  | 42  | 43  | 46  | 46  | 49  |
| Shanghai Shenhua     | 3  | 4  | 4  | 4  | 7  | 10 | 11 | 11 | 12 | 12  | 13  | 13  | 14  | 17  | 20  | 21  | 21  | 21  | 24  | 25  | 25  | 25  | 25  | 25  | 25  | 28  | 28  | 29  | 32  | 35  |
| Shanghai SIPG        | 3  | 6  | 6  | 9  | 10 | 13 | 14 | 17 | 20 | 23  | 26  | 29  | 30  | 33  | 36  | 36  | 39  | 40  | 40  | 41  | 42  | 45  | 45  | 48  | 51  | 54  | 55  | 55  | 58  | 58  |
| Tianjin Quanjian     | 0  | 1  | 4  | 7  | 8  | 9  | 10 | 10 | 10 | 13  | 16  | 19  | 19  | 22  | 25  | 28  | 31  | 32  | 35  | 36  | 37  | 37  | 38  | 41  | 44  | 44  | 45  | 48  | 51  | 54  |
| Tianjin Teda         | 0  | 1  | 4  | 5  | 5  | 8  | 8  | 9  | 9  | 10  | 10  | 13  | 13  | 13  | 14  | 14  | 15  | 15  | 18  | 18  | 18  | 18  | 19  | 19  | 19  | 22  | 25  | 28  | 28  | 31  |
| Yanbian Fude         | 1  | 1  | 1  | 1  | 2  | 2  | 5  | 6  | 6  | 7   | 7   | 7   | 7   | 7   | 10  | 10  | 10  | 10  | 10  | 10  | 13  | 14  | 14  | 15  | 16  | 19  | 19  | 19  | 19  | 22  |

### Individuali

#### Classifica marcatori
Aggiornata al 6 novembre 2017.
| Gol |  |  | Giocatore         | Squadra              |
| --- |  |  | ----------------- | -------------------- |
| 27  |  |  | Eran Zahavi       | Guangzhou R&F        |
| 20  |  |  | Ricardo Goulart   | Guangzhou Evergrande |
| 20  |  |  | Wu Lei            | Shanghai SIPG        |
| 20  |  |  | Ezequiel Lavezzi  | Hebei CFFC           |
| 18  |  |  | Bubacarr Trawally | Yanbian Fude         |
| 17  |  |  | Hulk              | Shangai SIPG         |
| 16  |  |  | Jonathan Soriano  | Beijing Guo'an       |
| 15  |  |  | Pato              | Tianjin Quanjian     |
| 15  |  |  | Odion Ighalo      | Changchun Yatai      |
| 15  |  |  | Giovanni Moreno   | Shanghai Shenhua     |
| 15  |  |  | Nikica Jelavić    | Guizhou Zhicheng     |
| 15  |  |  | Diego Tardelli    | Shandong Luneng      |